# Tommy Östmar
Erik Tommy Östmar, född 9 augusti 1934 i Finspång, död 23 juni 2007 i Svenarp i Småland, var en svensk målare, tecknare och skulptör.
Han var son till civilingenjören Eric Östmar och Ingegerd Andersson och från 1962 gift med Anna BritaMaria Dalén. Östmar utbildade sig vid Slöjdföreningens skola i Göteborg och vid Kungliga konsthögskolan 1957–1962 och företog under sin studietid ett flertal studieresor till olika platser i Europa. Han tilldelades stipendium från bland annat Sandrewska stiftelsen 1960, H Ax:son Johnsons stiftelse 1960 och Stora konstlotteriet 1962 samt Ester Lindahls stipendium 1970. . Han debuterade 1964 på Galleri Blanche i Stockholm med en utställning av målningar i olja, akvarell och teckningar samt skulpturer i brons, trä och cement. Han medverkade i samlingsutställningar med Östgöta konstförening i Norrköping. Han var professor i teckning vid Kungliga Konsthögskolan 1976–1986 . Östmar var ledamot av Konstakademien och tilldelades Prins Eugens medalj 1998. Östmar finns representerad vid bland annat Nationalmuseum i Stockholm, Norrköpings Konstmuseum och Vendsyssel Kunstmuseum i Danmark.
Tommy Östmar har bland annat illustrerat Bananbok av Lennart Hellsing 1983.

## Offentliga verk i urval
- Lysbomben, skulptur, 1983, utanför Planverket, Västerbroplan i Stockholm
- Upprorsman, skulptur, 1993, Tekniska Verken i Linköping
- Granitstoder, 2004, Södra länken i Stockholm